# Eriocòtids
Els eriocòtids (Eriocottidae) són una família de lepidòpters ditrisis de la superfamília dels tineoïdeus (Tineoidea) la posició relativa del qual a altres membres de la superfamília és desconeguda.

## Taxonomia
Té entre vuit i 17 gèneres en dues subfamílies, Compsocteninae i Eriocottinae:
Subfamília Compsocteninae
- Alavona
- Cathalistis
- Compsoctena
- Eccompsoctena
- Eucryptogona
- Galaria
- Melasiniana
- Thapava
- Tissa
- Torna
- Toxaliba

Subfamília Eriocottinae
- Crepidochares
- Dacryphanes
- Deuterotinea
- Eriocottis

Sense assignar

- Kearfottia
- Picrospora
- Tetracladessa